# تسيوباسا إندوه
تسيوباسا إندوه (20 أغسطس 1993 بتشيبا في اليابان - ) هو لاعب كرة قدم ياباني في مركز الهجوم. شارك مع منتخب اليابان تحت 17 سنة لكرة القدم. أما مع النوادي، فقد لعب مع نادي تورونتو وToronto FC II ‏.

## وصلات خارجية
- تسيوباسا إندوه على موقع الدوري الأمريكي (الإنجليزية)
- تسيوباسا إندوه على موقع قاعدة بيانات كرة القدم.إي يو (الإنجليزية)
- تسيوباسا إندوه على موقع Soccerbase.com (لاعب) (الإنجليزية)
- تسيوباسا إندوه على موقع Soccerway.com (الإنجليزية)
- تسيوباسا إندوه على موقع عالم كرة القدم.نت (الإنجليزية)
- تسيوباسا إندوه على موقع AS.com (الإسبانية)